# Liebfrauenkirche Bischofshofen

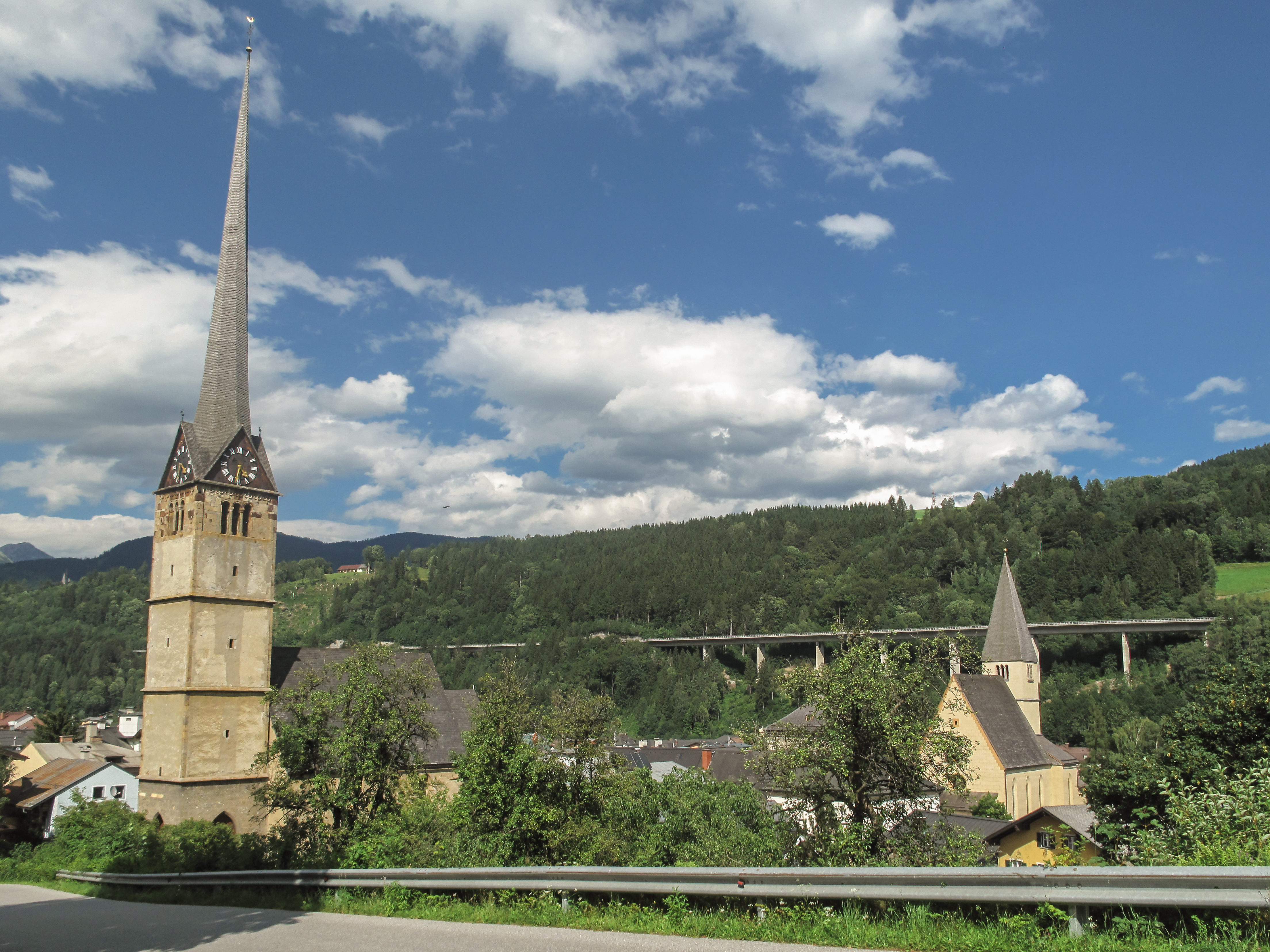
Liebfrauenkirche, rechts davon die Pfarrkirche hl. Maximilian (2011)

Die Filialkirche Unsere liebe Frau, örtlich schlicht Frauenkirche, ist eine römisch-katholische Kirche in der Stadt Bischofshofen im Bezirk St. Johann im Pongau im Land Salzburg. Sie gehört zum Dekanat St. Johann im Pongau in der Erzdiözese Salzburg. Die Kirche steht unter Denkmalschutz.

## Geschichte
Vorkirchen lassen sich durch Befunde auf um 1000 zurückführen, es wurden aber auch Hinweise auf römisches Mauerwerk festgestellt. Vermutlich wurde sie als Leutekirche für die Bevölkerung genutzt, nachdem die Maximilianskirche als Klosterkirche verwendet wurde. Seit dem 11. Jahrhundert diente sie als Grablege, bis gegen 1403 auch als Pfarrkirche. Erste urkundliche Erwähnung ist 1359. Der Bau in seiner heutigen Erscheinung stammt, von den älteren Bauresten abgesehen, aus der 1. Hälfte des 15. Jahrhunderts (Chor 1440, Langhaus wenig später). Bis 1403 war diese Kirche die Pfarrkirche des Ortes, die heutige Maximilianskirche die Klosterkirche der Augustiner (Auflösung und Umwandlung in den Verwaltungshof der Chiemseer Bischöfe).
Heute wird die Kirche nicht mehr regelmäßig für Gottesdienste genutzt, aber die evangelische Gemeinde Bischofshofen und St. Johann im Pongau, deren beide Kirchen zu klein sind, feiert hier die Konfirmationen.

## Architektur

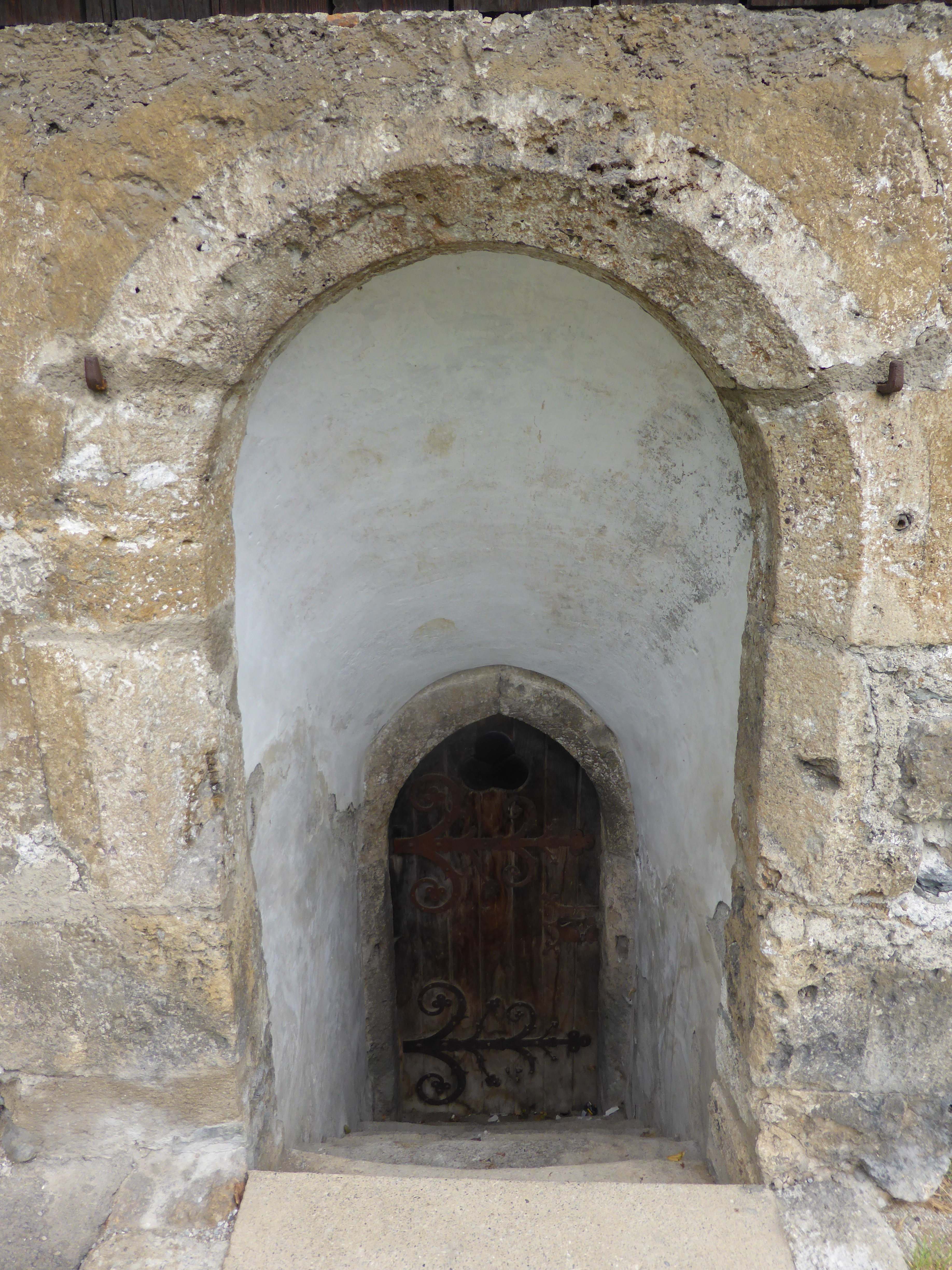
Abgang an der Südwand der Kirche zur Krypta

Die Filialkirche steht erhöht auf einer Geländestufe im Westen der Pfarrkirche hl. Maximilian. Der gotische Kirchenbau unter einem Satteldach hat abgestufte Strebepfeiler und Spitzbogenfenster mit neugotischem Maßwerk. Es gibt außen Freskenfragmente um 1300 und am südlichen Strebepfeiler des Chores ein gotisches Fresko Gregormesse aus 1457. Von außen führt auch ein Abgang zur Krypta der Kirche.
Vor dem abgefasten Portal im Westen steht der vorgesetzte Turm mit vier durch Gesimse gegliederte Geschoßen. Zur Turmhalle führen drei Spitzbögen, der südseitige ist mit 1522 bezeichnet. Der Turm hat Triforenfenster mit je zwei Rundsäulen, darüber Dreieckgiebel und eine achteckige schlanke Turmspitze.
Die eingeschoßige Sakristei mit Rechteckfenster, Pultdach und Tonnengewölbe ist nördlich am Langhaus angebaut. Die Krypta unter dem Chorschluss hat ein Spitzbogenportal und ein Rippengewölbe auf Konsolen.
Das rechteckige einschiffige zweijochige Langhaus hat ein gotisches Sternrippengewölbe als Vierzackensternfiguration auf Diensten und gekehlten Pfeilern. Am Gewölbe sind reliefierte Gurte und gotische Schlusssteine. Das spitzbogige Sakristeiportal hat eine Eisenplattentüre. Die zweigeschoßige Empore ist teils mit gotischer Schnitzerei versehen. Der Triumphbogen ist spitzbogig. Der eingezogene zweijochige Chor mit 3/8-Schluss hat ein gotisches Rippengewölbe mit runden Schlusssteinen auf Diensten.

## Glocken
Im Kirchturm der Filialkirche Liebfrauen hängt ein fünfstimmiges Glockengeläut, das seit jeher auch von der nahe gelegenen Pfarrkirche St. Maximilian genutzt wird und von dort per Funk angesteuert werden kann. Es handelt sich um Stahlglocken, die 1952 von der Gießerei Bochumer Verein gegossen wurden.
| Glocke | Name                  | Durchmesser | Gewicht  | Schlagton | Umschrift                                                                     |
| ------ | --------------------- | ----------- | -------- | --------- | ----------------------------------------------------------------------------- |
| 1      | Christus              | 1310 mm     | 1320 kg0 | d′        | Diese Glocke läute zum Frieden Christi im Reiche Christi.                     |
| 2      | Maria                 | 1260 mm     | 788 kg   | f′        | Maria, schmerzhafte Gottesmutter, gedenke der Opfer der Kriege unserer Zeit.  |
| 3      | Rupert und Maximilian | 1110 mm     | 513 kg   | g′        | St. Rupert, dem Begründer und St. Maximilian dem Patron unserer Pfarrgemeinde |
| 4      | Florian und Leonhard  | 0970 mm     | 347 kg   | a′        | St. Florian und St. Leonhard beschützt uns mit unserem Hab und Gut.           |
| 5      | Totenglocke           | 0820 mm     | 208 kg   | c″        | Herr, gib den Toten die ewige Ruhe und lasse ihnen leuchten ewiges Licht.     |

## Ausstattung
An der nördlichen Langhauswand ist innen ein gotisches Fresko zu sehen, oben ein thronender Christus mit den hll. Katharina, Maria und Johannes, unten die hll. Sebastian, Georg, Dionysius und Erasmus, um 1420. Das Fresko der Schutzmantelmadonna stammt von anderer Hand. An der Chornordwand sind Freskenfragmente aus dem 16. Jahrhundert mit barocker Umrahmung.

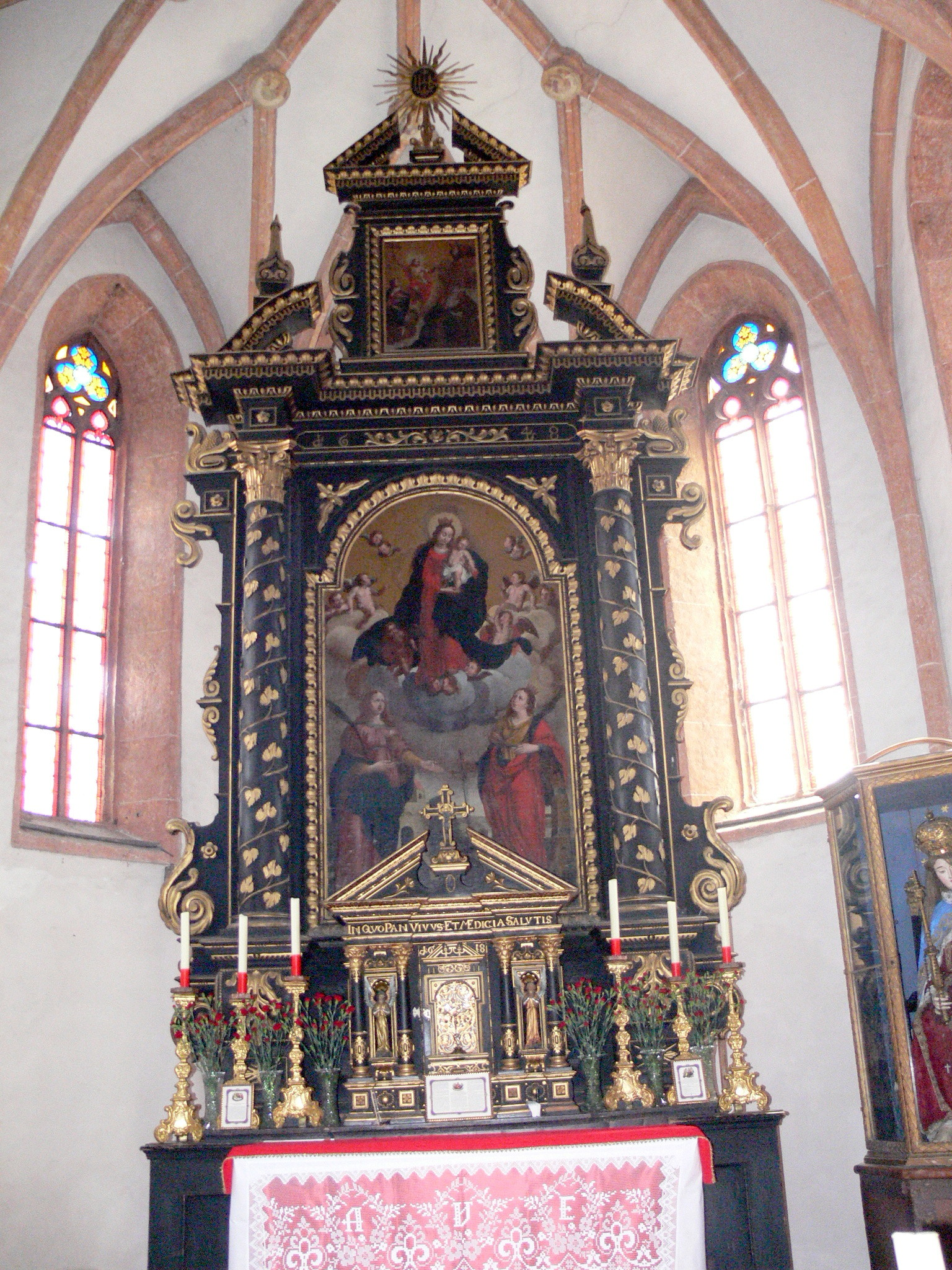
Hochaltar der Liebfrauenkirche

Der barocke Hochaltar aus 1648 zeigt das Altarblatt Maria mit Kind von Engeln umgeben und unterhalb die hll. Barbara und Katharina und im Oberbild eine Weltkugel, die von Maria, Dominikus und Franz von Assisi vor dem Zorn Gottes beschützt wird. Der Renaissancetabernakel stammt von 1618 und ist einer der ältesten im Land Salzburg. Der linke barocke Seitenaltar, links mit 1680 bezeichnet, zeigt im Sockelbereich Bilder der hll. Petrus, Johannes Evangelist, Wolfgang und Elisabeth und zwischen kannelierten Säulen das barocke Altarbild hll. Anna, Maria und Joachim, und seitlich Bilder hll. Paulus und Jakobus, im Oberbild Flucht nach Ägypten. Der rechte barocke Seitenaltar, mit Predellainschrift und mit 1685 bezeichnet, zeigt in den Füllungen die Bilder hll. Johannes der Täufer, Elisabeth, Anna selbdritt, Joachim und Zacharias und im barocken Altarblatt Tod des hl. Joseph vom Maler Adam Pichler (1695), das Oberbild zeigt Gottvater über den Wassern. Von ortsgeschichtlicher Bedeutung sind die Wandepitaphien als Totenschilder Bischofshofener Familien und Kastner.
Die schlichte und ungefasste Kanzel mit Schalldeckel ist mit 1647 bezeichnet und mit aufgeleimten Laubsägeranken verziert. Vor dem Triumphbogen ist ein Schnitzwerk hl. Maria mit Kind auf einer Weltkugel um 1660. In der Sakristei befindet sich ein Kelchkasten vor 1681. Der Beichtstuhl und das Chorgestühl stammt aus der Mitte des 17. Jahrhunderts.

## Nachweise
- Die Kunstdenkmäler Österreichs. Dehio Salzburg 1986,  Bischofshofen, Filialkirche Unsere liebe Frau (Liebfrauenkirche), S. 47–48.
- Frauenkirche. In: Salzburger Nachrichten: Salzburgwiki.

1. ↑  Esther Meier: Die Gregorsmesse: Funktionen eines spätmittelalterlichen Bildtypus. Böhlau, Köln/Weimar, 2006. ISBN 978-341211805-1, S. 203 f. (eingeschränkte Vorschau in der Google-Buchsuche) – mit ausführlicherer Beschreibung, dort aber fälschlich in die Steiermark verortet.
2. ↑  Kath. Liebfrauenkirche in Bischofshofen auf createsoundscape.de/glocken-finder

Koordinaten: 47° 24′ 53,7″ N, 13° 13′ 1,8″ O